# Prinzzess
Prinzzess (Miami, 6 febbraio 1985) è un'ex attrice pornografica statunitense.

## Biografia
Nata in Florida in una famiglia con origini native americane (Cherokee e Seminole), honduregni e ungheresi. I suoi genitori erano missionari che si trasferirono da una comunità Amish, in Belize quando aveva sei anni.
Ha iniziato la sua carriera nell'industria del cinema per adulti all'età di 18 anni.
Prinzzess è stata una delle prime attrici assunte dalla casa di produzione Girlfriends Films. È stata scelta come Pet of the Month dalla rivista Penthouse nell'ottobre 2004, comparendo sulla copertina della stessa.
Successivamente ha ricevuto svariate candidature sia agli AVN che agli XBIZ Awards tra il 2011 e il 2021, riuscendo a vincere poi nel 2015 nella categoria Girl/Girl Performer of the Year.

## Riconoscimenti
XBIZ Awards
- 2015– Girl/Girl Performer of the Year[4]

NightMoves Award
- 2012 - Best Feature Dancer (Industry/Critic's Award)[5]
- 2015 - Hall of Fame[6]